# Aslanbek Witaljewitsch Chuschtow
Aslanbek Witaljewitsch Chuschtow (russisch Асланбек Витальевич Хуштов; * 1. Juli 1980 in Beloglinka, Kabardino-Balkarien) ist ein russischer Ringer. Er wurde 2008 in Tampere Europameister und in Peking Olympiasieger im griechisch-römischen Stil im Schwergewicht.

## Werdegang
Aslanbek Chuschtow stammt aus der russischen Teilrepublik Kabardino-Balkarien. Er begann als Jugendlicher im Jahre 1993 mit dem Ringen. Im Laufe seiner bisherigen Karriere hatte er Michail Gamzin, Juri Bitokow und Anzor Kardanow als Trainer. Er ist Angehöriger von "Gladiator" Naltschik, 1,80 m groß und wiegt ca. 95 kg. Er konzentriert sich ausschließlich auf den griechisch-römischen Stil.
Aslanbek Chuschtow benötigte angesichts der starken Konkurrenz in Russland verhältnismäßig lange, bis er in die russische Spitzenklasse vorstieß und auch zu Einsätzen bei internationalen Meisterschaften kam. In die russische Nationalmannschaft wurde er 2004 aufgenommen. 2005 startete er beim Großen Preis von Deutschland in Dortmund im Halbschwergewicht und belegte hinter Olympiasieger Hamza Yerlikaya aus der Türkei und Fritz Aanes aus Norwegen den 3. Platz. Im selben Jahr trat er auch noch beim "Pytlasinski"-Turnier in Ratibor an, wo er hinter Lajos Viragh aus Ungarn, aber noch vor Ramas Nosadse aus Georgien, den 3. Platz belegte.
2006 wurde Aslanbek Chuschtow russischer Meister im Halbschwergewicht und bei der Weltmeisterschaft dieses Jahres im chinesischen Guangzhou eingesetzt. Er traf dort in seinem ersten Kampf auf Ramas Nosadse, dem er nach Punkten (1:3 Runden) unterlag. Da Nosadse im Viertelfinale ausschied, kam Aslanbek Chuschtow nicht in die Hoffnungsrunde und erreichte in der Endabrechnung nur den 20. Platz.
Im Jahre 2007 erreichte Aslanbek Chuschtow bei einigen internationalen Turnieren und bei der Militär-Weltmeisterschaft in Hyderabad sehr gute Platzierungen. So erreichte er beim "Pytlasinski"-Turnier in Warschau hinter den beiden Ungarn Balázs Kiss und Laszlo Viragh den 3. Platz, erreichte beim Grand Prix von Ungarn in Szombathely hinter Balázs Kiss und Ex-Weltmeister Jimmy Lidberg aus Schweden denselben Platz und wurde auch bei der Militär-Weltmeisterschaft hinter Mehmet Özal aus der Türkei und Georgios Konstantinidis aus Griechenland dritter Sieger.
Im Jahre 2008 gewann er beim "Iwan-Poddubny"-Turnier in Moskau die Konkurrenz im Halbschwergewicht vor seinen Landsleuten Wassili Teplochow und Maksim Safarjan. Daraufhin erfolgte bei der Europameisterschaft in Tampere sein erster Einsatz bei einer internationalen Meisterschaft. Er konnte dort voll überzeugen und wurde mit fünf Siegen Europameister. Im Endkampf bezwang er dabei den deutschen Meister Mirko Englich nach Punkten (2:1 Rundengewinne). Mit diesem Sieg erkämpfte er sich auch die Fahrkarte zu den Olympischen Spielen in Peking.
Seine augenblicklich gute Form stellte er im Juni 2008 beim Großen Preis von Spanien unter Beweis, als er Sieger im Halbschwergewicht vor Hamid Sarshoghi aus dem Iran und Jacob Cedergren aus Schweden wurde.
Bei den Olympischen Spielen 2008 in Peking siegte Aslanbek Chuschtow über den nachträglich wegen Dopings gesperrten Ässet Mämbetow aus Kasachstan, Daigoro Timoncini aus Italien, Mindaugas Ežerskis aus Litauen, Marek Švec aus Tschechien und im Endkampf wie schon bei der Europameisterschaft in Tampere über Mirko Englich nach Punkten und wurde damit Olympiasieger.
Auch das Jahr 2009 begann für Aslanbek Chuschtow sehr erfolgreich, denn er wurde in Vilnius mit vier Siegen in überlegenem Stil Europameister. Im Halbfinale gewann er dabei über Marek Švec und im Finale über Mindaugas Ežerskis, zwei Ringer, die er auch in Peking besiegt hatte. Bei der Weltmeisterschaft 2009 in Herning/Dänemark begann er mit Siegen über David Vála, Tschechien, Ramas Nosadse, Georgien und Serkan Özden, Türkei. Dabei war es frappierend, wie chancenlos diese Gegner gegen ihn waren. Im Halbfinale traf er auf den Schweden Jimmy Lidberg, den er offensichtlich unterschätzte. Lidberg leistete Aslanbek Chuschtow energischen Widerstand und brachte es fertig, diesen mit 2:1 Runden bei 7:7 Punkten knapp nach Punkten zu besiegen. Damit war für diesen nur mehr der Gewinn einer Bronzemedaille möglich. Diese holte er sich dann auch mit einem – wieder sehr hohen – Punktsieg über Sergei Jeroschkin aus der Ukraine.
Bei der Europameisterschaft 2010 in Baku war Aslanbek Chuschtow dann seinen Konkurrenten wieder haushoch überlegen. Er gewann den Europameistertitel mit Siegen über Sabuchi Humbatow, Aserbaidschan, Soso Jabidse, Georgien, Andrzej Deberny, Polen und Timofei Dseinitschenko. Dabei erzielte er 8:0 Rundengewinne und 28:0 Punkte. Bei der Weltmeisterschaft 2010 in Moskau gelang es ihm aber wieder nicht den Titel zu gewinnen. Er besiegte in Moskau zunächst Aldas Lukosaitis aus Litauen, Ässet Mämbetow, Kasachstan und Robert Papp, Rumänien klar nach Punkten, unterlag aber im Halbfinale gegen den iranischen Newcomer Amir Ali-Akbari knapp nach Punkten. Mit einem Sieg über Dawid Saldadse konnte er sich aber wieder die Bronzemedaille sichern. Amir Ali-Akbari wurde wenige Wochen später allerdings des Dopings überführt und gesperrt. Möglicherweise war er auch schon im Kampf gegen Aslanbek Chuschtow gedopt.

## Internationale Erfolge
| Jahr | Platz | Wettbewerb                                   | Gewichtsklasse | Ergebnisse |
| 2003 | 2.    | TUL-Turnier in Vantaa/Finnland               | Halbschwer     | hinter Richard Karelson, Estland und vor Timur Bajramow, Ukraine |
| 2005 | 3.    | Großer Preis von Deutschland in Dortmund     | Halbschwer     | hinter Hamza Yerlikaya, Türkei und Fritz Aanes, Norwegen, gemeinsam mit Mirko Englich, Deutschland                                                                    |
| 2005 | 2.    | "Wladyslaw-Pytlasinski"-Memorial in Ratibor  | Halbschwer     | hinter Lajos Viragh, Ungarn und vor Ramas Nosadse, Georgien und Georgios Konstantinidis, Griechenland                                                                 |
| 2006 | 20.   | WM in Guangzhou/Volksrepublik China          | Halbschwer     | Sieger: Heiki Nabi, Estland vor Marek Švec, Tschechien, Kalojan Dintschew, Bulgarien und Hamza Yerlikaya                                                              |
| 2007 | 3.    | "Wladyslaw-Pytlasinski"-Memorial in Warschau | Halbschwer     | hinter Balázs Kiss und Laszlo Viragh, bde. Ungarn, gemeinsam mit Justin Ruiz, USA                                                                                     |
| 2007 | 3.    | Großer Preis von Ungarn in Szombathely       | Halbschwer     | hinter Balázs Kiss und Jimmy Lidberg, Schweden, gemeinsam mit Laszlo Viragh                                                                                           |
| 2007 | 3.    | Militär-WM in Hyderabad/Indien               | Halbschwer     | hinter Mehmet Özal, Türkei und Georgios Konstantinidis, gemeinsam mit Mindaugas Ežerskis, Litauen                                                                     |
| 2007 | 1.    | Haparanda-Cup                                | Halbschwer     | vor Justin Ruiz, Sergei Jeroschkin, Ukraine und Dawid Saldadse, Russland                                                                                              |
| 2008 | 1.    | "Iwan-Poddubny"-Turnier in Moskau            | Halbschwer     | vor Wassili Tepluochow u. Maksim Safarjan, beide Russland und Dimitri Timtschenko, Ukraine                                                                            |
| 2008 | 1.    | EM in Tampere                                | , Halbschwer   | mit Siegen über Roman Meduna, Slowakei, Andrzej Deberny, Polen, Kalojan Dimchew, Ramas Nosadse und Mirko Englich                                                      |
| 2008 | 1.    | Großer Preis von Spanien                     | Halbschwer     | vor Hamid Sarshoghi, Iran und Jacob Cedergren, Schweden |
| 2008 | Gold  | OS in Peking                                 | Halbschwer     | vor Mirko Englich, Deutschland, den gedopten und nachträglich gesperrten Ässet Mämbetow, Kasachstan und Adam Wheeler, USA                                             |
| 2009 | 1.    | EM in Vilnius                                | Halbschwer     | mit Siegen über Timofei Dseinitschenko, Weißrussland, Theodoras Tounousidis, Griechenland, Marek Švec, Tschechien und Mindaugas Ežerskis, Litauen                     |
| 2009 | 2.    | Großer Preis von Deutschland in Dortmund     | Halbschwer     | hinter Timofei Dseinitschenko, vor Kalojan Dintschew, Bulgarien und Heiki Nabi                                                                                        |
| 2009 | 3.    | WM in Herning/Dänemark                       | Halbschwer     | nach Siegen über David Vála, Tschechien, Ramas Nosadse und Serkan Özden, Türkei, einer Niederlage gegen Jimmy Lidberg und einem Sieg über Sergei Jeroschkin           |
| 2010 | 1.    | "Vehbi-Emre"-Memorial in Istanbul            | Halbschwer     | vor Cenk İldem, Türkei, Oleg Kryoko, Ukraine und Ahmet Tacyldiz, Türkei                                                                                               |
| 2010 | 1.    | EM in Baku                                   | Halbschwer     | nach Siegen über Sabuchi Humbatow, Aserbaidschan, Soso Jabidse, Georgien, Andrzej Deberny und Timofei Dseinitschenko                                                  |
| 2010 | 5.    | Golden-Grand-Prix in Baku                    | Halbschwer     | Sieger: Babak Hossein Ghorbani Goldasteh, Iran vor Mohamad Abd El Fatah, Ägypten                                                                                      |
| 2010 | 3.    | WM in Moskau                                 | Halbschwer     | nach Siegen über Aldas Lukosaitis, Litauen, Ässet Mämbetow und Robert Papp, Rumänien, einer Niederlage gegen Amir Ali-Akbari, Iran und einem Sieg über Dawid Saldadse |
| 2011 | 3.    | "Iwan-Poddubny"-Turnier in Tjumen            | Halbschwer     | hinter Rustam Totrow und Artur Schachbanow, beide Russland, vor Nikita Melnikow, Russland und Raoul Christopher Johnson, USA                                          |
| 2011 | 1.    | Torneo Citta a Sassari                       | Halbschwer     | vor Adrian Mocanu, Moldawien und Roccaro El Mahdi, Italien |
| 2011 | 2.    | Golden-Grand-Prix in Baku                    | Halbschwer     | hinter Babak Hossein Ghorbani Goldasteh, vor Jimmy Lidberg, Balasz Kiss und Cenk Ildem                                                                                |
| 2011 | 8.    | FILA-Test-Turnier in London                  | Halbschwer     | Sieger: Ghasem Rezaie, Iran vor Daigoro Timoncini, Italien |

## Erläuterungen
- alle Wettkämpfe im griechisch-römischen Stil
- OS = Olympische Spiele, WM = Weltmeisterschaft, EM = Europameisterschaft
- Halbschwergewicht, Gewichtsklasse bis 96 kg Körpergewicht

## Länderkämpfe
- 2008 in Szombathely (World Cup), Russland gegen Ungarn, GR, Hs, Punktsieger über Iwan Nemeth,
- 2008 in Szombathely (World Cup), Russland gegen Südkorea, GR, Hs, Punktsieger über Park Kung-Rak,
- 2008 in Szombathely (World Cup), Russland gegen Georgien, GR, Hs, Punktsieger über Givi Morschiladse